# (10115) 1992 SK
A (10115) 1992 SK egy földközeli kisbolygó. Eleanor F. Helin és Jeff T. Alu fedezték fel 1992. szeptember 24-én.

## Kapcsolódó szócikk
- Kisbolygók listája (10001–10500)